# ウラムラサキ
ウラムラサキ（裏紫、学名: Laccaria amethystina）はヒドナンギウム科キツネタケ属の小型のキノコ（菌類）。子実体は学名のように紫水晶を思わせる美しい紫色をしているが変異が大きい。食用キノコの一つ。

## 分布・生態
日本各地、および東南アジア、ヨーロッパ、北アメリカなど、北半球に分布する。
菌根菌、アンモニア菌。夏から秋にかけて、林内、畑地、庭、道端などの地上に群生する。動物の糞尿からも生える。

## 形態
子実体は傘と柄からなり、キツネタケ（Laccaria laccata）とほぼ同形同大である。傘の径は1.5 - 3センチメートル (cm) 。傘全体の色は紫色だが、乾くと色褪せて、淡灰褐色になりやすい。傘の表面は帯紫色で、縁に条線があり、中央部は窪み、周辺は波打つ。傘裏面のヒダは厚く、柄に対して直生から垂生して疎らに配列し、濃い紫色を保つ。
柄は中空で、長さ3 - 7 cm、太さ0.2 - 0.5 cmの円柱状。柄の表面は傘よりやや淡い紫色、繊維質で縦筋の模様がある。根元に白い軟毛をつける。
担子胞子は径7 - 9マイクロメートル (μm) の類球形で、表面が1 - 1.5 μmのトゲ状突起に覆われ、非アミロイド性。胞子紋は白色。

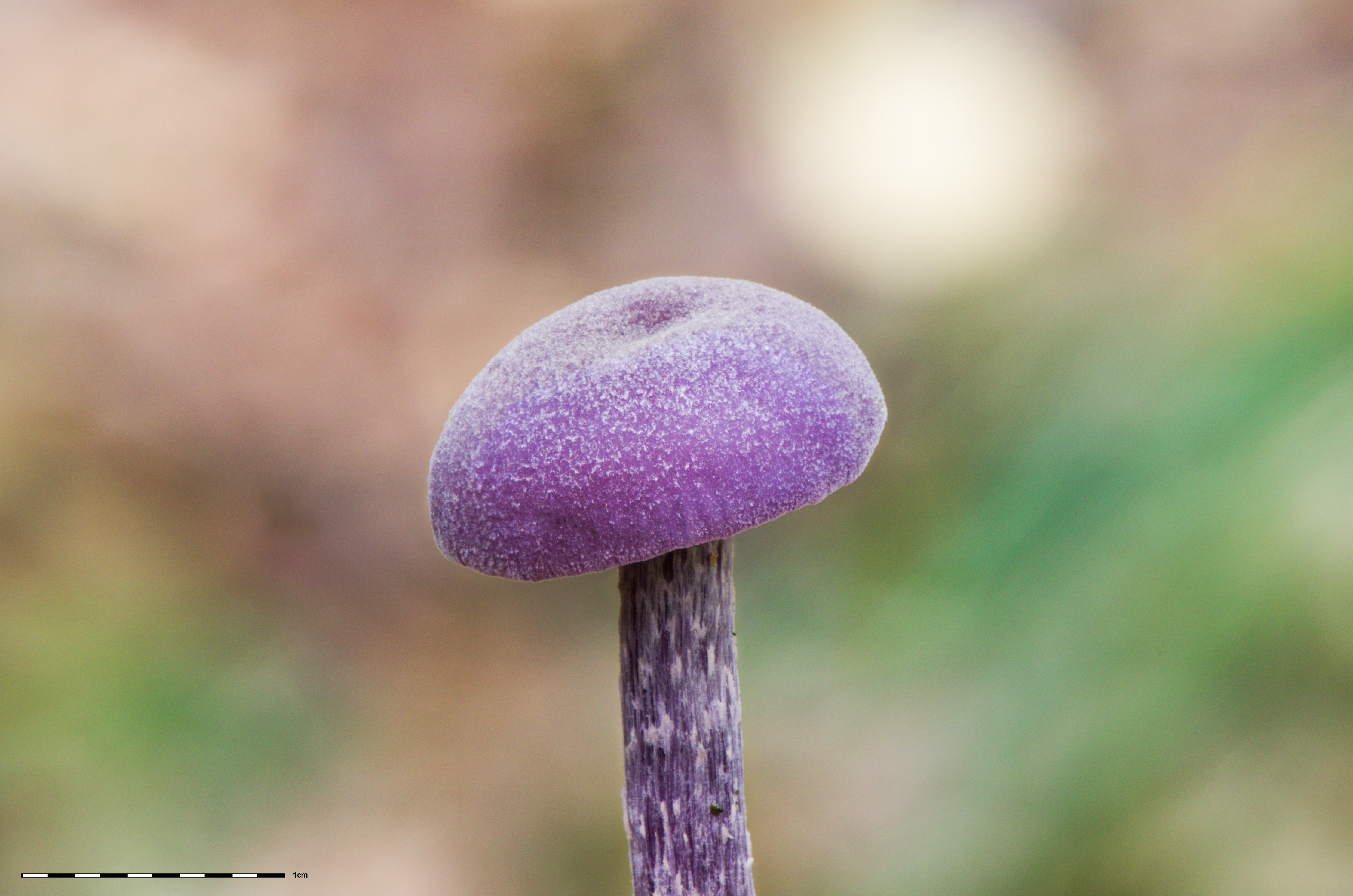
傘
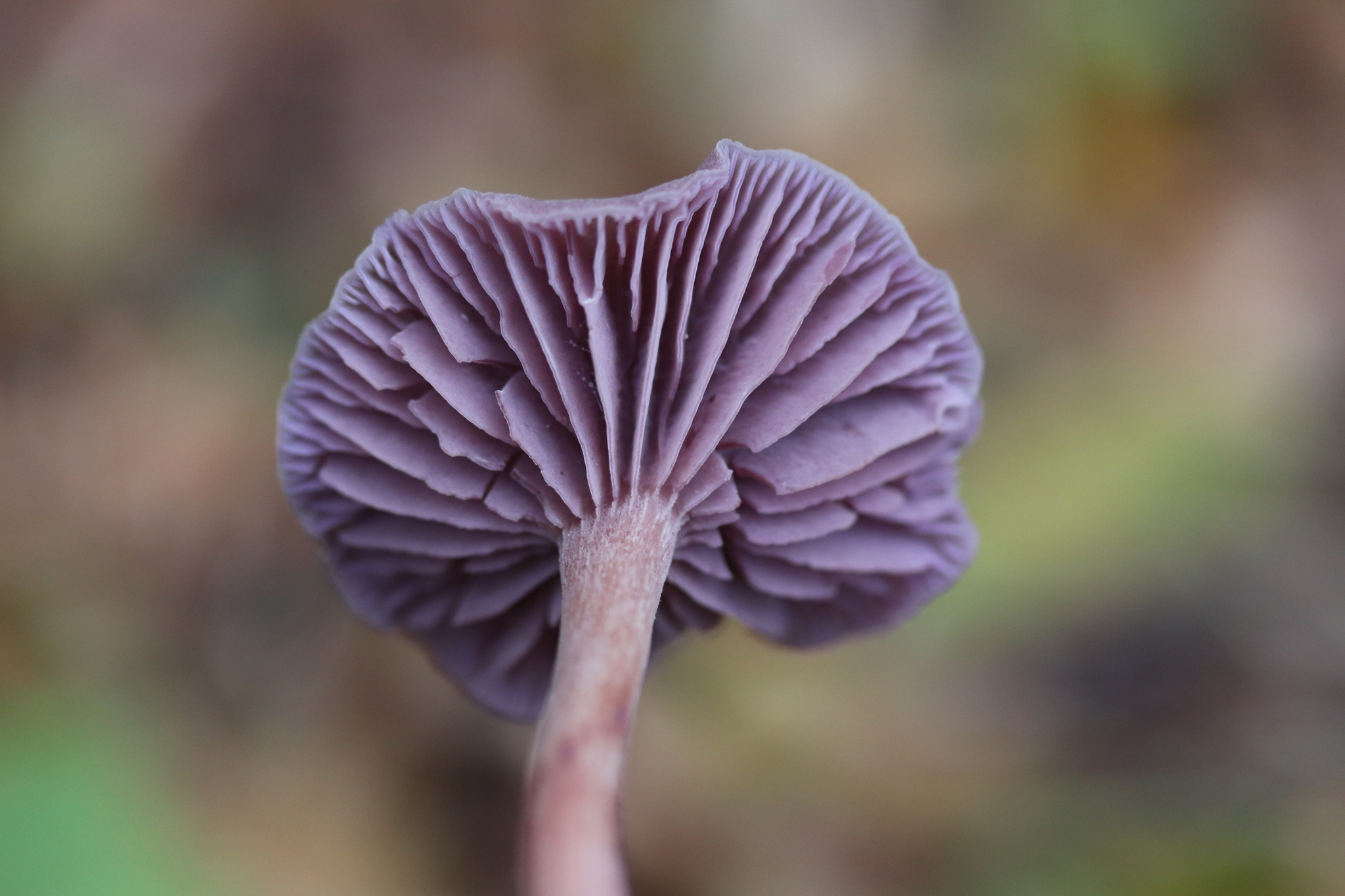
ヒダも紫色で疎ら
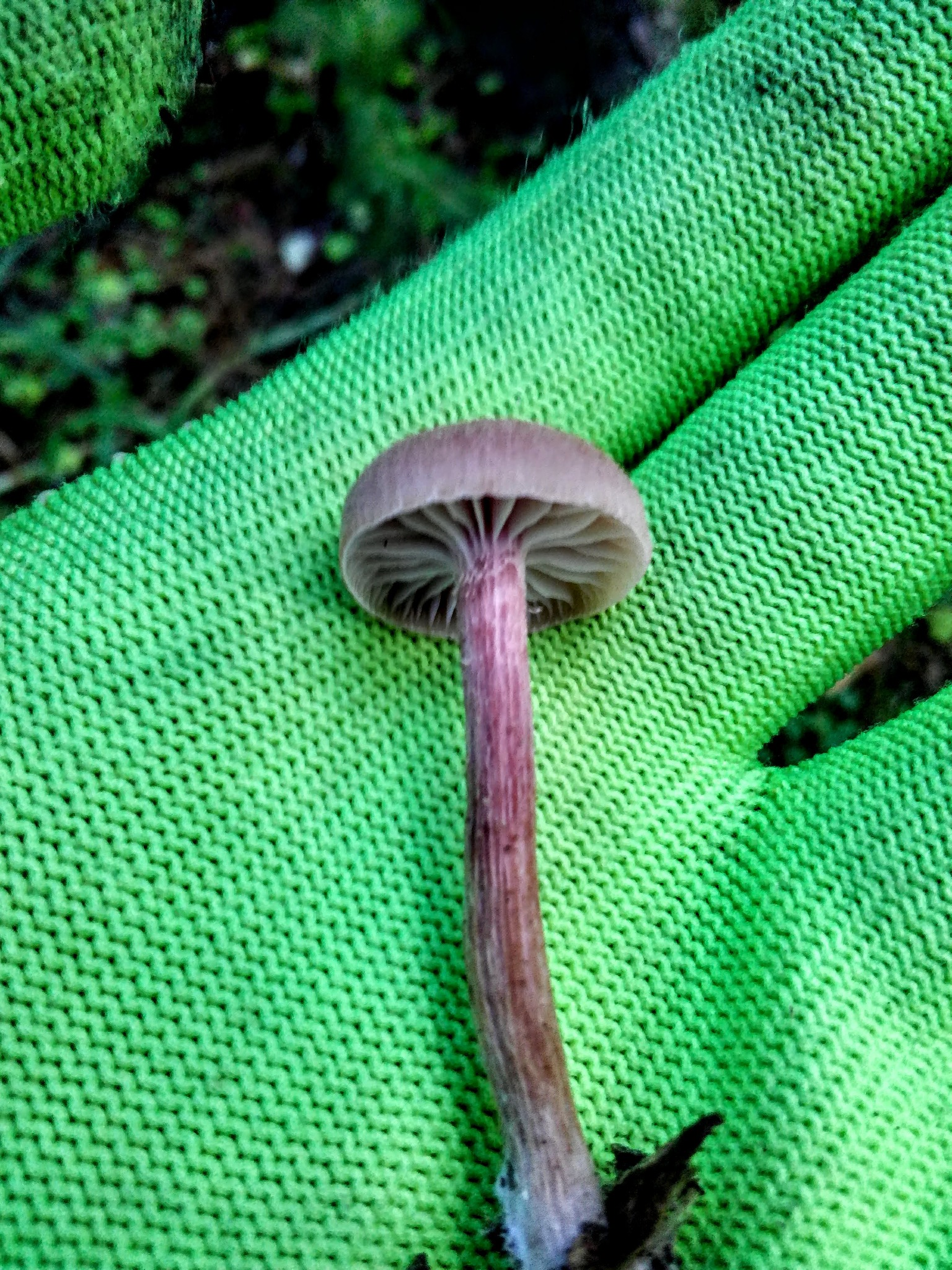
柄は縦筋の模様がある
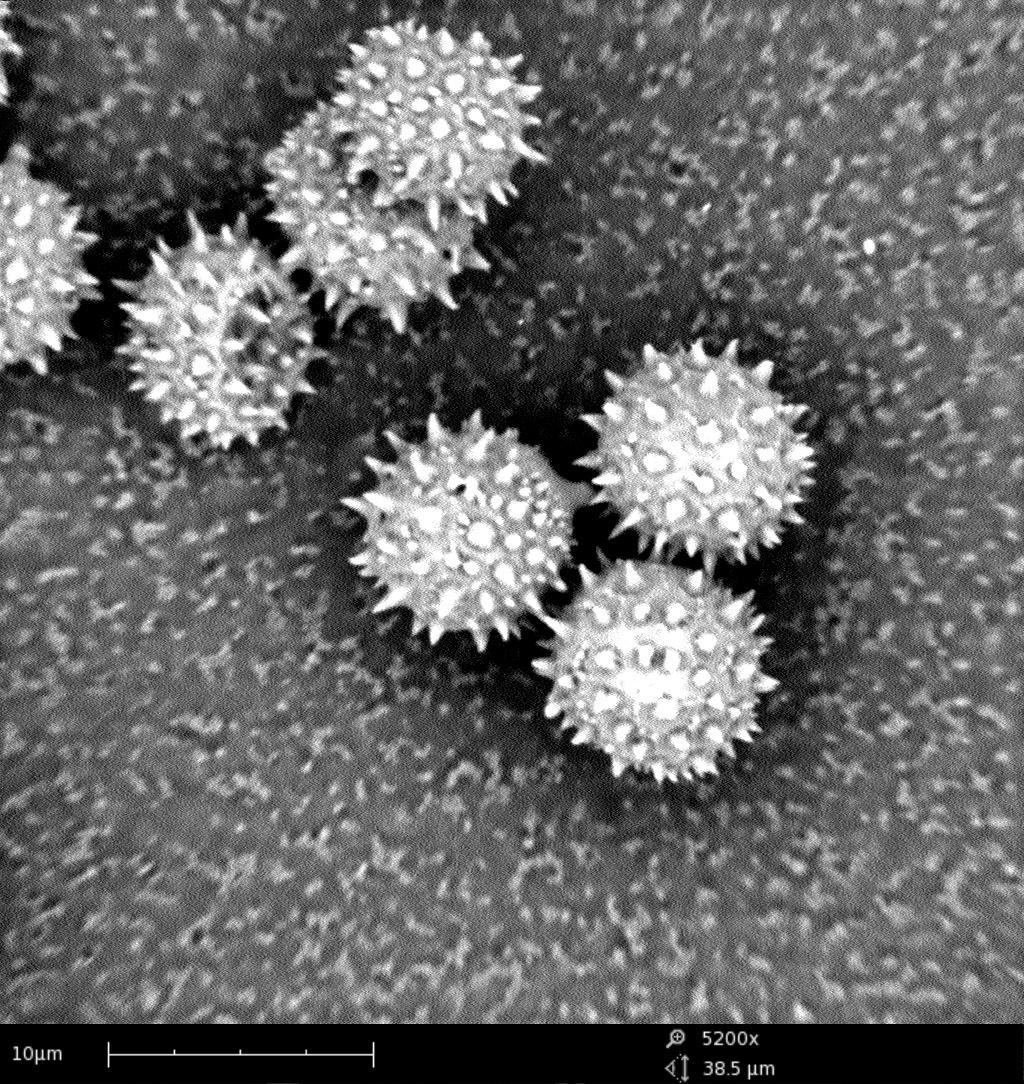
胞子の顕微鏡画像

## 食用
食用できるキノコで、風味にクセがなく、歯切れが良い。さっと茹でて下処理してから、三杯酢などにして食される。